# Cavioidea
Cavioidea es una superfamilia de roedores histricomorfos centro y sudamericanos que incluye representantes extintos (solo conocidos por el registro fósil) y 3 familias que poseen representantes vivientes, entre los que se encuentran las pacas, los agutíes, los cobayos y el carpincho o capibara, el roedor viviente más grande del mundo.

## Taxonomía
Descripción original
El taxón base de Cavioidea fue descrito originalmente en el año 1817 por el anatomista, naturalista, entomólogo y paleontólogo alemán —de origen sajón— Johann Gotthelf Fischer von Waldheim. Fue el paleontólogo, geólogo y biólogo estadounidense George Gaylord Simpson quien propuso la consideración superfamiliar.

### Subdivisión
La superfamilia Cavioidea está integrada por varias familias, tres de las cuales tienen representantes vivientes:
- Caviidae Fischer de Waldheim, 1817 Incluye muchos géneros vivientes, como los que contienen al doméstico cobayo o conejillo de Indias (Cavia porcellus), las maras (Dolichotinae), los hidroquéridos o carpinchos (Hydrochoerinae), etc.
- Cuniculidae Miller & Gidley, 1918 Incluye las vivientes pacas (Cuniculus).
- Dasyproctidae Bonaparte, 1838 Incluye los vivientes agutíes (Dasyprocta) y acuchíes (Myoprocta).
- † Eocardiidae Ameghino, 1891[6]

Además, se ha relacionado esta superfamilia con algunos géneros extintos, cuyas asignaciones familiares aún no han sido concluidas, como Banderomys, Soriamys, Guiomys y Microcardiodon.

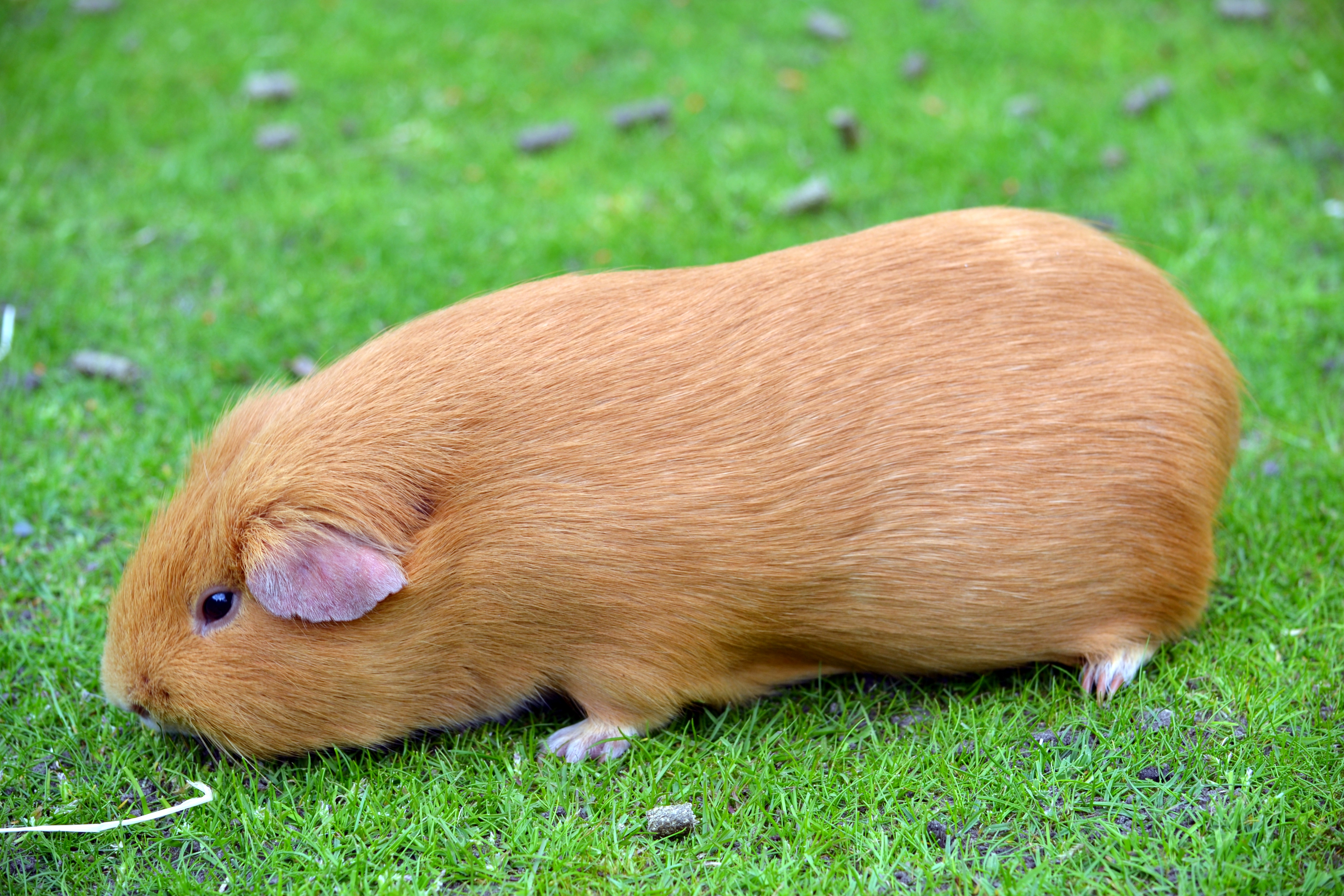
Un cobayo.

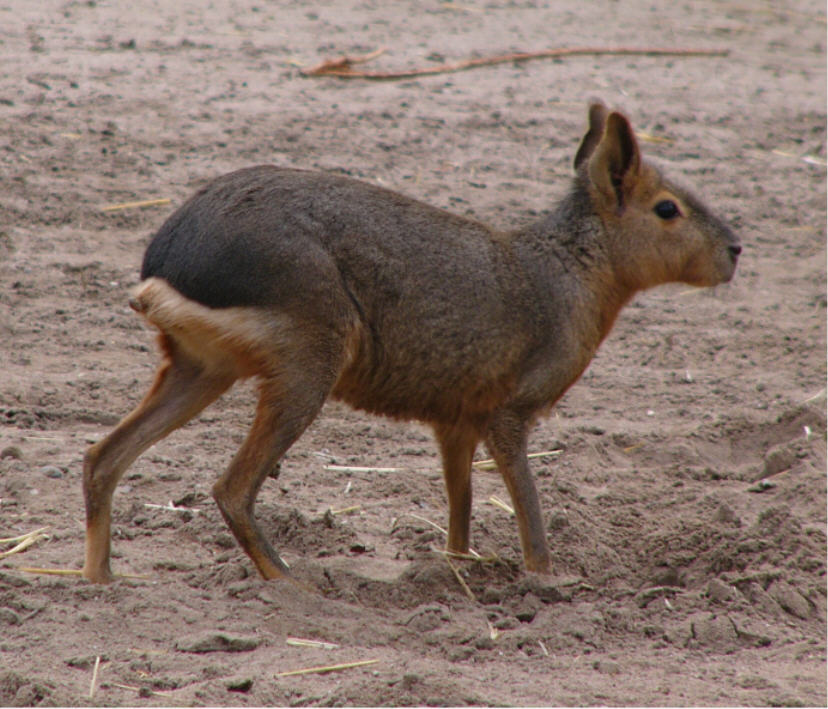
Una mara.

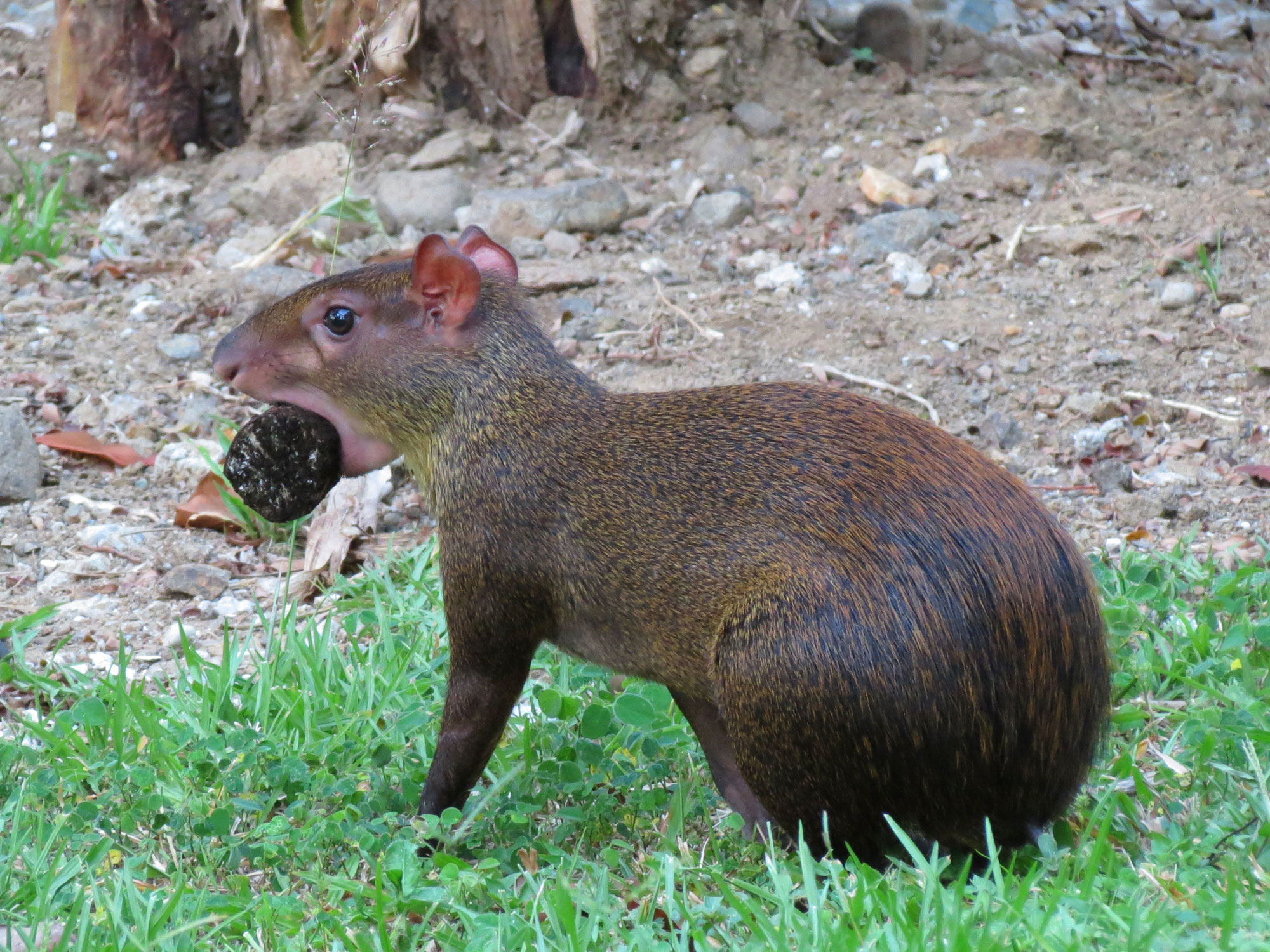
Un agutí.

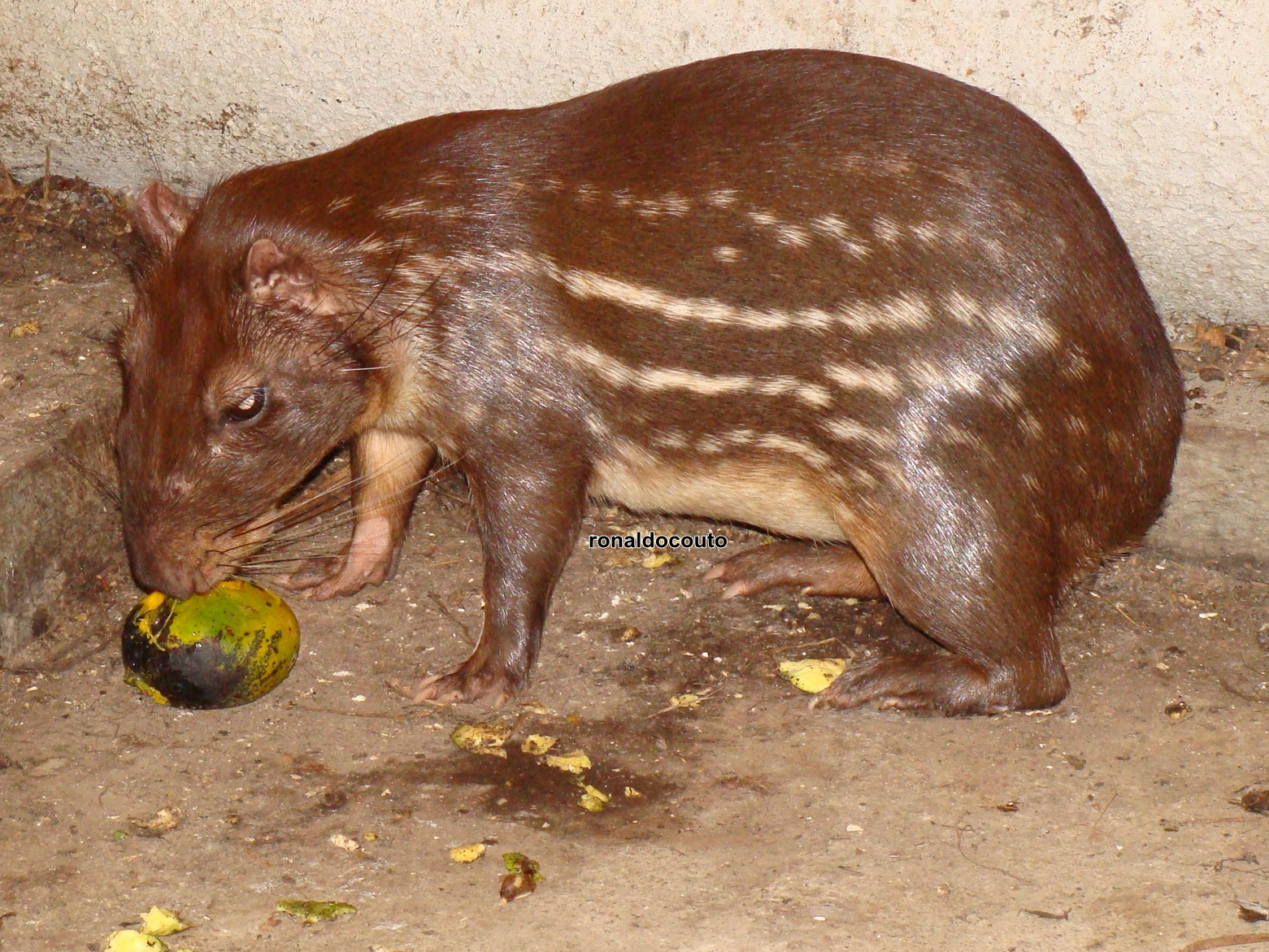
Una paca.

En los estudios moleculares, la monofilia de esta superfamilia está bien soportada, siendo tradicionalmente considerado el clado hermano de Erethizontoidea.
Se distribuyen por toda América del Sur, en variados ambientes, desde el nivel del mar hasta elevadas altitudes andinas y desde selvas hasta desiertos. Poseen una gran disparidad morfológica, incluyendo al roedor viviente más grande del mundo, el carpincho o capibara (Hydrochoerus hydrochaeris).